# Општина Војник
Општина Војник (словен. Vojnik) је једна од општина Савињске регије у држави Словенији. Седиште општине је истоимени градић Војник.

## Природне одлике
Рељеф: Општина Војник налази се у северном делу Словеније. Општина обухвата северни део Цељске котлине. Средишњи део општине је долина речице Худиње. Западно и источно од долине пружа се горје.
Клима: У општини влада умерено континентална клима.
Воде: Најважнији водоток у општини је речица Худиња. Сви остали водотоци су мали и њене су притоке.

## Становништво
Општина Војник је густо насељена.

## Насеља општине
| - Арцлин - Бели Поток при Франколовем - Безеншково Буковје - Безовица - Бовше - Брдце - Велика Равен - Верпете - Вине - Визоре - Вишња Вас - Војник - Габровец при Драмљах - Глобоче | - Градишче при Војнику - Дедни Врх при Војнику - Дол под Гојко - Забуковје - Златече - Желче - Иловца - Ивенца - Јанкова - Кладнарт - Коблек - Коњско - Ландек - Лемберг при Нови Церкви - Лешје | - Линдек - Липа при Франколовем - Мале Доле - Нова Церкев - Новаке - Подгорје под Черином - Полже - Пристава - Ракова Стеза - Раздељ - Разгор - Разгорце - Рове - Селце | - Соцка - Стража при Долу - Стража при Нови Церкви - Стражица - Томаж над Војником - Трновље при Соцки - Франколово - Хомец - Храстник - Хренова - Чрешкова - Чрешњевец - Чрешњице |  |